# Sexualitat
La sexualitat és el conjunt de condicions que caracteritzen el sexe de cada persona o animal. Des del punt de vista històric cultural, és el conjunt de fenòmens emocionals, de conducta i de pràctiques associades a la cerca d'emoció sexual, que marquen de manera decisiva a l'ésser humà en totes i cadascuna de les fases determinants del seu desenvolupament.
Durant segles es va considerar que la sexualitat en els animals, incloent a l'ésser humà, era de tipus instintiva.En aquesta convicció es van basar les teories per fixar les formes no naturals de la sexualitat, entre les quals s'incloïen totes aquelles pràctiques no dirigides a la procreació.
No obstant això, avui se sap que alguns mamífers molt desenvolupats, com els dofins o alguns pingüins, presenten un comportament sexual diferenciat, que inclou, a més d'homosexualitat, variants de la masturbació.

## Sexualitat humana
La sexualitat no només comparteix les parts del cos de l'home i dona, aquesta diferenciació en el passat va ser utilitzada per a sotmetre diferents rols a la gent, no només els marcats per la nostra societat, com dir que el color rosa és per a les nenes i el blau per als nens, o que les dones tenien el deure de romandre a casa i complir amb les tasques domèstiques i que els homes havien de caçar o portar diners a casa; sinó que també inclou els canvis psicològics que distingeixen a l'home i a la dona, encara que es pot dir que aquests estan estretament lligats a les diferències cerebrals que existeixen, atès que sempre s'ha sospitat que els cervells de les dones i els dels homes, són una mica diferents. Ara la ciència recolza una dada del saber popular: un nou estudi va descobrir que els homes tenen més sinapsis connectant les cèl·lules en una regió particular del cervell. Així ens adonem que les reaccions entre tots dos davant d'una mateixa situació són molt diferents.
La sexualitat és un univers complex que engloba quatre aspectes principals: biològic, psicològic, social i ètic. Tots aquests estan relacionats entre si, cadascun d'ells té un paper important en la manera com percebem tot allò relacionat amb matèria sexual.
La sexualitat humana, d'acord amb l'Organització Mundial de la Salut, es defineix com: Un aspecte central de l'ésser humà, al llarg de la seva vida. Abraça el sexe, les identitats i els papers de gènere, l'erotisme, el plaer, la intimitat, la reproducció i l'orientació sexual. Es viu i s'expressa mitjançant pensaments, fantasies, desitjos, creences, actituds, valors, conductes, pràctiques, papers i relacions interpersonals. La sexualitat pot incloure totes aquestes dimensions, no obstant això, no totes elles es viuen o s'expressen sempre. La sexualitat està influïda per la interacció de factors biològics, psicològics, socials, econòmics, polítics, culturals, ètics, legals, històrics, religiosos i espirituals.
Es proposa que la sexualitat és un sistema de la vida humana que es compon de quatre característiques que signifiquen sistemes dins d'un sistema. Aquestes característiques interactuen entre si i amb altres sistemes en tots els nivells del coneixement, en particular en els nivells biològic, psicològic i social.
Les quatre característiques són: l'erotisme, la vinculació afectiva, la reproductivitat i el sexe genètic (genotip) i físic (fenotip).
- L'erotisme és la capacitat de sentir plaer a través de la resposta sexual, és a dir a través del desig sexual, l'excitació sexual i l'orgasme.
- La vinculació afectiva és la capacitat de desenvolupar i establir relacions interpersonals significatives.
- La reproductivitat és més que la capacitat de tenir fills i criar-los, inclou efectivament els sentiments de maternitat i paternitat, les actituds paternes i maternes, a més de les actituds afavoridores del desenvolupament i educació d'altres éssers.

La característica del sexe desenvolupat comprèn el grau en què s'experimenta la pertinença a una de les categories dimòrfiques (femení o masculí). És de gran importància en la construcció de la identitat, part de l'estructura sexual, basada en el sexe, inclou totes les construccions mentals i conductuals de ser home o dona. Cal tenir en compte que és molt important que sapiguem quines són les nostres actituds més personals i íntimes vers la sexualitat.
Un dels productes de la interacció d'aquests hòlons és l'orientació sexual. En efecte, quan interactuen l'erotisme (la capacitat de sentir desig, excitació, orgasme i plaer), la vinculació afectiva (la capacitat de sentir, estimar o enamorar-se) i el gènere (el que ens fa homes o dones, masculins o femenins) obtenim alguna de les orientacions sexuals a saber: la bisexualitat, la heterosexualitadt i l'homosexualitat.
La definició de treball proposada per l'OMS (2006) orienta també la necessitat d'atendre i educar la sexualitat humana. Per això és de summa importància reconèixer els drets sexuals (WAS, OPS,2000):
- El dret a la llibertat sexual.
- El dret a l'autonomia, integritat i seguretat sexuals del cos.
- El dret a la privadesa sexual.
- El dret a la lliure associació sexual.
- El dret a la presa de decisions reproductives, lliures i responsables i amb cures.

En la mesura que aquests drets siguin reconeguts, exercits o respectats, arribaran a existir societats més sanes en el sentit sexual.
És important notar que la sexualitat es desenvolupa i s'expressa de diferents maneres al llarg de la vida, de manera que la sexualitat d'un infant no serà la mateixa que la d'un adolescent o un adult. Cada etapa de la vida necessita coneixements i experiències específiques per al seu òptim desenvolupament. En aquest sentit, per als nens és important conèixer el seu cos, les seves pròpies sensacions i aprendre a tenir-ne cura. Un nen o una nena que pot nomenar les parts del seu cos (incloent el penis, l'escrot o la vulva) i que ha acceptat que és part d'ell, és més capaç de tenir-ne cura i defensar-lo. També és important per a ells conèixer les diferències i aprendre que tant els nens com les nenes són valuosos i poden realitzar activitats similars. En aquesta etapa aprenen a estimar les seves figures importants primer (els pares, els germans) i les persones que els envolten. Poden tenir els seus primers enamoraments infantils (que són diferents dels enamoraments dels adolescents) i també viuen les primeres separacions o pèrdues, aprenen a manejar el dolor davant aquestes. Quant a la reproductivitat, comencen a aprendre a tenir cura dels més petits (poden començar amb ninots o mascotes) i van desenvolupant la seva capacitat reproductiva. Igualment, tenen grans dubtes sobre el seu origen. En general, aquests dubtes quant a la relació sexual necessiten l'aclariment del sentit amorós i del desig que van tenir els seus pares. Els resulta interessant l'embaràs i el naixement en el sentit de conèixer el seu propi origen. Sobretot serà important indagar la qüestió i respondre-la al nivell de coneixement d'acord amb l'edat del menor.
La sexualitat adulta conté els quatre elements en una interacció constant. Per exemple, si una dona se sent satisfeta i orgullosa de ser dona, és probable que se senti més lliure de sentir plaer i de cercar-lo ella mateixa. Això genera un ambient de proximitat afectiva i sexual amb la parella i un clima de major confiança que al seu torn repercuteix en les activitats personals o familiars que expressen la reproductivitat. En realitat podríem començar per qualsevol de les característiques en aquestes repercussions positives o també negatives.
Cadascuna de les característiques presentarà problemes molt específics. Així, trobem en el sexe els problemes d'homofòbia, violència contra la dona, desigualtat sexual, etcètera. En la vinculació afectiva es troben les relacions d'amor/odi, la violència en la parella, la gelosia, el control de la parella. L'erotisme presentarà problemes tals com disfuncions sexuals o les infeccions de transmissió sexual. Quant a la reproductivitat, observem trastorns en la fertilitat o, més tard, violència i maltractament infantil, abandonament dels fills, etc.
Igual que molts animals, els éssers humans utilitzen l'excitació sexual amb finalitats reproductives i per al manteniment de vincles socials, però li afegeixen el gaudi i el plaer propi i el de l'altre. El sexe també desenvolupa fases profundes de l'afectivitat i la consciència de la personalitat. Amb relació a això, moltes cultures donen un sentit religiós o espiritual a l'acte sexual (Vegeu Taoisme, Tantra), així com veuen en això un mètode per a millorar (o perdre) la salut.
La complexitat dels comportaments sexuals dels humans és producte de la seva cultura, la seva intel·ligència i les seves complexes societats, i no estan governats enterament pels instints, com ocorre en gairebé tots els animals. No obstant això, el motor base de gran part del comportament sexual humà continuen éssent els impulsos biològics, encara que la seva forma i expressió depenen de la cultura i d'eleccions personals; això dona lloc a una gamma molt complexa de comportaments sexuals. En moltes cultures, la dona porta el pes de la preservació de l'espècie.
Del punt de vista psicològic, la sexualitat és la manera de viure la pròpia situació. És un concepte ampli que abasta tot el relacionat amb la realitat sexual. Cada persona té la seva pròpia manera de viure el fet de ser dona o home, la seva pròpia manera de situar-se al món, mostrant-se tal com és. La sexualitat inclou la identitat sexual i de gènere que constitueixen la consciència de ser una persona sexuada, amb el significat que cada persona doni a aquest fet. 
La diversitat sexual ens indica que existeixen moltes maneres de ser dona o home, més enllà dels rígids estereotips, éssent el resultat de la pròpia biografia, que es desenvolupa en un context sociocultural. Avui dia s'utilitzen les sigles GLTB (o LGBT) per a designar el col·lectiu de gais, lesbianes, bisexuals i gent transgènere.
La sexualitat es manifesta també mitjançant el desig eròtic que genera la recerca de plaer eròtic a través de les relacions sexuals, és a dir, comportaments sexuals un punt autoeròtics (masturbació), com heteroeròtics (dirigits cap a altres persones, aquests al seu torn poden ser heterosexuals o homosexuals). El desig eròtic, que és una emoció complexa, és la font motivacional dels comportaments sexuals. El concepte de sexualitat, per tant, no es refereix exclusivament a les “relacions sexuals”, sinó que aquestes són tan sols una part d'aquell objectiu.
Es desenvolupa de manera lenta, i a una edat arribada justa, amb tècniques generalment noves.